# Aeroportul Herlong Recreational
Aeroportul Herlong Recreational (IATA: HEG, ICAO: KHEG, FAA LID: HEG) este un aeroport din Florida, Statele Unite ale Americii ce deservește zona Jacksonville.
Situat la o altitudine de 27 m, aeroportul dispune de 2 piste.

## Infrastructură

### Piste
Aeroportul dispune de 2 piste. Pista 7/25 are suprafața de asfalt și dimensiunile 3.999 picioare × 100 picioare. Pista 11/29 are suprafața de asfalt și dimensiunile 3.500 picioare × 100 picioare. 